# Cycloschizon oleae-dioicae
Cycloschizon oleae-dioicae är en svampart som beskrevs av Narendra & V.G. Rao 1976. Cycloschizon oleae-dioicae ingår i släktet Cycloschizon och familjen Parmulariaceae.   Inga underarter finns listade i Catalogue of Life.